# Plaza de los Mostenses
La plaza de los Mostenses es una plazuela de la ciudad española de Madrid, situada en el barrio de Universidad, perteneciente al distrito Centro. Confluyen en ella las calles del General Mitre, el Álamo y Antonio Grilo. Es heredera de la antigua plaza del mismo nombre desaparecida con la construcción de la Gran Vía. Su nombre se debe al viejo convento de Premostratenses de San Norberto (1611-1810). y al popular mercado que existió en el solar desamortizado, derribado en 1925 y sustituido más tarde por otro edificio de abastos, levantado en la nueva plaza en 1945.

## La antigua plazuela (ca. 1575 - 1925)

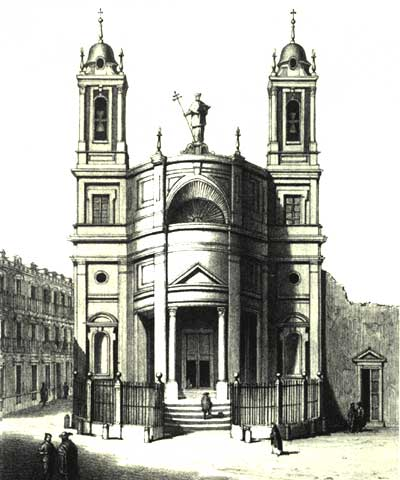
La iglesia de san Norberto (1754-1811), en un grabado publicado en el libro "Historia de la Villa y Corte de Madrid", en 1861.

La antigua plazuela de los Mostenses aparecía dibujada y rotulada con ese nombre en el plano de Espinosa (1769) y sin nombre en el anterior de Pedro de Teixeira (1656). Pedro de Répide, en su descripción de la antigua y desaparecida plazuela la sitúa en un laberinto de callejuelas y travesías formado por «las calles de Isabel la Católica (antes calle de la Inquisición), del Rosal, travesía de la Parada, calles de Antonio Grilo y del Álamo, travesía del Conservatorio y calle de San Cipriano», en su mayoría desaparecidas con la construcción de la parte final de la Gran Vía madrileña en su encuentro con la Plaza de España. Al parecer tomó su condición de plaza al ser derruido el convento de los Premostacenses –conocidos de forma popular como Mostenses– durante la ocupación francesa, al comienzo del siglo xix. Sobre el gran solar dejado por el monasterio se levantó el antiguo y primer mercado de los Mostenses, iniciado en 1870 para acoger los abastos antes concentrados en el mercado de la plaza de Santo Domingo.
Entre los edificios e instituciones que tuvieron asiento en la antigua plaza de los Mostenses, mencionan los cronistas el palacio de Revillagigedo, esquina a la desaparecida calle de San Cipriano, llamado luego Casa del Patriarca por vivir allí Antonio Cebrián y Valda, Patriarca de las Indias entre 1815–1820; en 1823 fue ocupada por la Suprema Asamblea de los Comuneros de Castilla, sociedad secreta muy influyente durante el Trienio Liberal y presidida por el Gran Castellano. Disueltos o desaparecidos los ‘comuneros’, la reina María Cristina de Borbón, cuarta esposa de Fernando VII, creó e instaló en el polivalente edificio el primer conservatorio que hubo en Madrid, llamado Conservatorio de Música y Declamación.
También estuvo en la perdida plaza de los Mostenses la redacción de El Combate, efímero periódico fundado por José Paúl y Angulo. Y ya en el siglo xx, fundaron allí su institución para los soldados, el Centro recreativo «España», un grupo de damas de la aristocracia madrileña.
En la vieja plazuela de los Mostenses sitúan Pedro Felipe Monlau y otros autores clásicos la popular y galdosiana Fuente del Piojo, que Monlau describe como «la más ruin de todas» las fuentes de Madrid.

### Vecinos infames
En el número 20, esquina a la calle de Isabel la Católica, vivió Francisco García Chico, el «esbirro terrible» de Fernando VII de España, policía tristemente famoso por sus innumerables extorsiones a los denunciados durante el «periodo de terror del reinado del rey Felón». Con el fruto de sus chantajes y ‘expropiaciones’ a los liberales e ilustrados de la época, llegó a reunir según Répide, más de setecientos cuadros, entre los que –para hacerse una idea del valor de la colección– había un Miguel Ángel, dos Velázquez, tres Murillos, un Rubens y un Durero, y medio centenar de obras de Francisco de Goya, impresionante galería pictórica que era visitada por los viajeros extranjeros como una pinacoteca más. Las turbas desatadas por la Revolución de 1854 –quizá más estimuladas por la envidia de su opulencia que por la infamia de su labor policíaca–, persiguieron su fuga hasta que gracias al chivatazo de una amante despechada se descubrió su escondite, del que fue sacado, ya enfermo, y llevado a la plaza de la Cebada, donde fue fusilado.

## La nuevaplaza
Demolido en 1925 el antiguo mercado de abastos, veinte años después se edificó otro nuevo ocupando casi toda la superficie de la nueva “plaza”. Inexistente como tal espacio urbano, la plaza de los Mostenses del siglo xxi es en realidad un estrecho anillo circulatorio alrededor del Mercado, disminuido además por la existencia, desde 1965 de un aparcamiento subterráneo (obra que tuvo un agitado proceso de construcción).

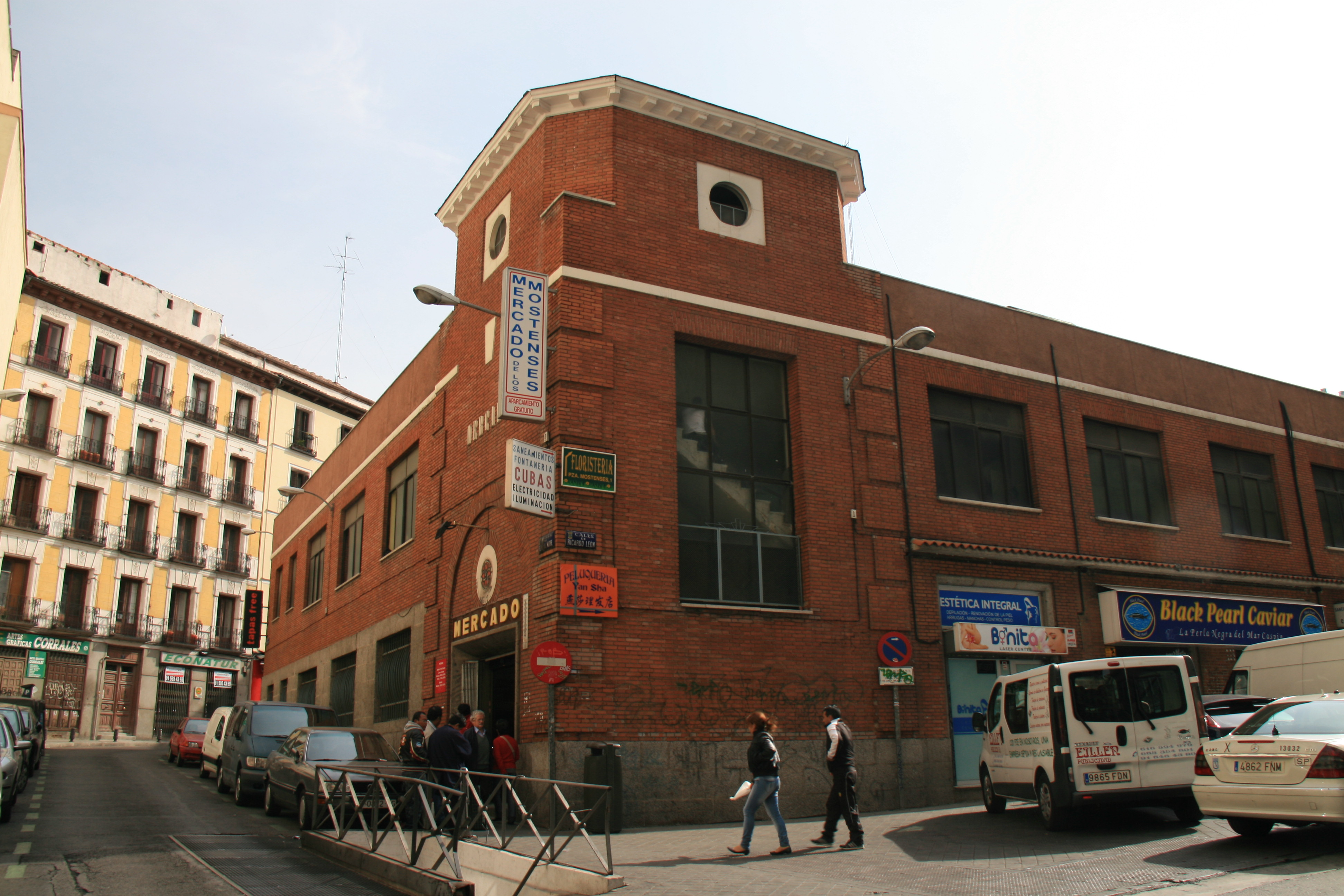
El nuevo y remozado mercado de los Mostenses, en 2012.
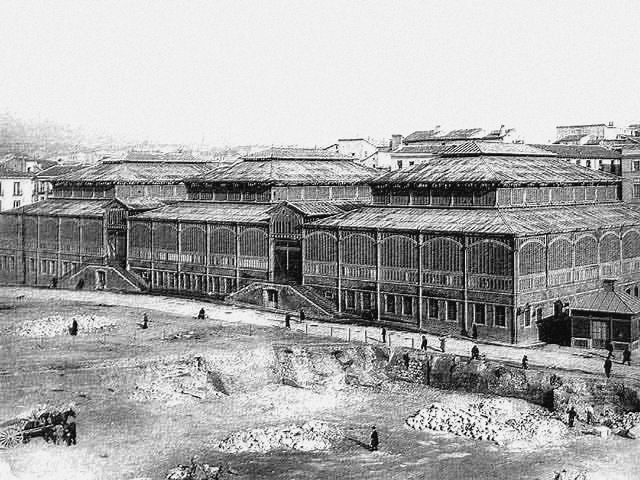
El antiguo mercado de los Mostenses, poco antes de su demolición.